# Бурдовка
Бурдовка (укр. Бурдівка) — село, относится к Раздельнянскому району Одесской области Украины.
Население по переписи 2001 года составляло 764 человека. Почтовый индекс — 67443. Телефонный код — 4853. Занимает площадь 1,206 км². Код КОАТУУ — 5123981704.

## Местный совет
67442, Одесская обл., Раздельнянский р-н, с. Еремеевка